# Могила льва (фильм)
«Могила льва» — советский художественный фильм, историческая драма.

## Сюжет
Фильм снят по мотивам одноимённой поэмы Янки Купалы, в которой переосмыслены белорусские легенды.
Давным-давно влюбился полоцкий князь Всеслав в красавицу Любаву, невесту кузнеца Машеки. Коварством да хитростью разлучил он влюблённых. Собрал тогда Машека народную дружину и пошёл мстить князю за свою поруганную любовь и честь, биться за народную волю.

## В ролях
- Олег Видов — Машека
- Валентина Шендрикова — Любава
- Марис Лиепа — Всеслав, князь полоцкий
- Игорь Ясулович — Дмитрий, брат Всеслава
- Валентин Никулин — гусляр Андрей
- Нина Ургант — Мария, любовница Всеслава
- Игорь Класс — Ничипор
- Стефания Станюта — мать Федора
- Вадим Ганшин — Иван

## Съёмочная группа
- Автор сценария: Юрий Лакербай
- Режиссёр: Валерий Рубинчик
- Оператор: Юрий Марухин
- Композитор: Андрей Волконский
- Художник: Евгений Игнатьев